# Communications in Soil Science and Plant Analysis
Communications in Soil Science and Plant Analysis (abgekürzt Comm. Soil Sci. Plant Anal.) ist eine wissenschaftliche Fachzeitschrift, die 14-täglich im Peer-Review-Verfahren bei Taylor & Francis erscheint. Die Zeitschrift aus den Bereichen Botanik und Bodenkunde erschien erstmals 1970. Veröffentlicht werden Beiträge zu Themen aus dem Bereich der Agrarwissenschaften, über Untersuchung und Interpretation des Elementgehalts von Böden und Pflanzen, über Plantagenkulturen, Precision Farming und die nachhaltige Nutzung von Land- und Wasserressourcen. Der Impact Factor der Zeitschrift lag 2023 bei 1,3. Chefredakteurin ist Gretchen Bryson von der University of North Georgia.